# Martin Klapper
Martin Klapper (* 12. Oktober 1963 in Prag) ist ein tschechischer Musiker und Multimediakünstler.
Klapper begann eine musikalische Laufbahn als Saxophonist, später setzte er auch mechanische und elektrische Spielzeuge, selbstgebaute und Spielzeuginstrumente ein. Seit Anfang der 1980er Jahre war er als experimenteller Musiker aktiv. Er wurde 1981 Mitglied der Untergrundgruppe Der Die Das Elektrische Messer...Was?, deren Arbeit durch staatliche Stellen stark behindert wurde und war ab 1983 Saxophonist in der Hardcore-Punk-Gruppe A/64. 1984 war er Mitbegründer des Experimentaltrios Alfred Stratka, mit dem er mehrere Musikkassetten aufnahm.
Im gleichen Jahr wanderte er nach Dänemark aus. Von hier aus unternahm er Konzertreisen in viele europäische Länder und in die USA. Zu seinen zahlreichen musikalischen Partnern zählten Derek Bailey, Steve Beresford, Pierre Dørge, Johannes Bergmark, Chris Burn, John Butcher, Don Byron, Rex Caswell, Mikoláš Chadima, Eugene Chadbourne, Sture Ericson, Anna Homler, Jim Denley, Mihail Dresch, der Giessen Improvisers Pool, Mats Gustafsson, Erhard Hirt, Tim Hodgkinson, John Jasnoch, Catherine Jauniaux, Thomas Lehn, Radu Malfatti, Hugh Metcalfe, Phil Minton, Jeffrey Morgan, Ikue Mori, Herman Müntzing, Evan Parker, Rik Rue, John Russell, Hans Schneider, Robyn Schulkowsky, LaDonna Smith, Amanda Stewart, Raymond Strid, John Tchicai, Pat Thomas, Phil Wachsman, Matt Wand und das Wiesbadener Improvisations Ensemble. Als Duo arbeitete er viele Jahre mit Jindřich Biskup zusammen.
Bei einer Tournee durch die USA 1995 trat er auch in der New Yorker Knitting Factory auf. 1998 war er Gast eines Musikfestivals in Melbourne. Im Folgejahr nahm er mit der Trompeterin Birgit Ulher und dem Bassisten Jürgen Morgenstern das Album Momentaufnahmen auf. Ebenfalls Ende der 1990er Jahre entstand das Album Recent Croaks mit dem britischen Perkussionisten Roger Turner. Seit Mitte der 1990er Jahre ist Klapper zudem als Filmemacher aktiv und an Film- und Multimediaprojekten anderer Künstler beteiligt.